# Thanh Lương Trừng Quán
Pháp sư Thanh Lương Trừng Quán (清涼澄觀, Shōryō Chōkan, 738-839), vị tổ thứ 4 của Hoa Nghiêm Tông, sống vào thời nhà Đường, có ảnh hưởng rất lớn trong Phật Giáo Nhà Đường, còn được gọi là Thanh Lương Quốc Sư. Sư là luận sư giỏi nhất về tư tưởng của Hoa Nghiêm Tông là Kinh Hoa Nghiêm và còn thông suốt các pháp môn khác như Tam Luận, Thiên Thai, Thiền Tông, Luật, đệ tử là Khuê Phong Tông Mật về sau đã kế thừa tư tưởng này. Người đời cho rằng sư là Hóa thân của Bồ Tát Hoa Nghiêm nên sư còn có danh hiệu là  Hoa Nghiêm Bồ Tát, Hoa Nghiêm Sớ Chủ.

## Hàng trạng
Sư họ Hạ Hầu, quê ở Sơn Âm, Việt Châu  (nay là Thiệu Hưng,Triết Giang), từ nhỏ ngoại hình đã thanh cao, khác thường. Năm 11 tuổi sư xuất gia ở chùa Bảo Lâm với Thiền sư Bái, năm 14 tuổi thọ giới cụ túc.

Sư từng tham học với nhiều vị danh sư ở các tông phái khác nhau nên có trí tuệ hiểu biết rất sâu rộng. Hành trình tu học như sau:
Năm 758, sư lễ Luật Sư Lễ ở  chùa Thê Hà học về giáo pháp của Luật Tông.
Sau đó đến tham vấn với pháp sư Huyền Bích về tư tưởng Tam Luận.
Đầu niên hiệu đại lịch, sư đến học Đại Thừa Khởi Tín Luận, Kinh Đại Bát Niết Bàn tại chùa Ngõa Quan.
Sư cũng theo Hoài Trang Pháp Tạng học về tư tưởng của Kinh Hoa Nghiêm
Năm 772, theo Pháp sư Huệ Lượng học giáo pháp Tam Luận.
Năm 775, theo Pháp sư Trạm Nhiên học Thiên Thai Chỉ Quán, Kinh Diệu Pháp Liên Hoa, Kinh Duy Ma Cật Sở Thuyết.

Ngoài tu hành theo pháp của giáo môn, sư còn tu theo Thiền Tông. Sư từng đến tham vấn với Thiền sư Duy Trung(Tông Ngưu Đầu) và Thiền sư Kính Sơn Quốc Nhất hay còn gọi là Kính Sơn Đạo Khâm (Tông Ngưu Đầu) và từng được Thiền sư Kính Sơn ấn chứng.
Năm 776, sư đi thăm viếng núi Ngũ Đài, Nga Mi, rồi đến trụ trì tại Đại Hoa Nghiêm Tự, là trụ sở chính của Tông Hoa Nghiêm và chuyên giảng dạy về Phương Đẳng Sám Pháp và tông chỉ của Tông Hoa Nghiêm.
Năm 796 vua Đường Đức Tông mời sư vào Trường An cùng với Tam Tạng Bát Nhã  phiên dịch các kinh sách tiếng phạn là 40 quyển Tứ Thập Hoa Nghiêm Kinh do quốc vương nước Ô Sa dâng cống. vua xem xong bản dịch rất vui mừng và tặng cho sư chiếc ca sa tử y.
Sư cũng từng trước tác 10 quyển kinh sớ tại chùa Thảo Đường, ở núi Chung Nam, và sau có tên là  Trinh Nguyên Tân Dịch Hoa Nghiêm Kinh Sớ.
Năm 799, Vua Đường Đức Tông nhân ngày sinh nhật mời sư vào nội điện thuyết pháp, diễn nói về giáo chỉ của Tông Hoa Nghiêm. Vua nghe xong giác ngộ và rất thán phục và ban cho sư hiệu là Thanh Lương Quốc Sư.
Vua Đường Thuận Tông sau khi lên ngôi cũng theo lễ bái sư làm Quốc Sư, triều đình và nhân dân khắp nơi đều mến mộ đạo hạnh của sư.
Năm 810, niên hiệu Nguyên Hòa, vua Đường Hiến Tông, vua mời sư vào cung thuyết pháp về Tứ pháp giới của Kinh Hoa Nghiêm và giải đáp các thắc mắc của mình. Vua nghe xong rất vui mừng và ban danh hiệu là Tăng Thống Thanh Lương Quốc Sư.
Năm thứ 4, niên hiệu Khai Thành, sư  ngồi tọa thiền an nhiên thị tịch, hưởng thọ 102 tuổi, tháp thờ tại núi Chung Nam, tháp hiệu là Diệu Giác. Sư từng giảng kinh cho 7 đời vua, đệ tử có rất nhiều người nổi trội, tiêu biểu như Tông Mật, Tăng Duệ, Pháp Ấn.
Sư có để lại rất nhiều tác phẩm dịch thuật, chú giải và biên soạn có giá trị tu học rất cao:
1. Đại Phương Quảng Phật Hoa Nghiêm Kinh Sớ (大方廣佛華嚴經疏) 60 quyển
2. Tùy Sớ Diễn Nghĩa Sao (隨疏演義鈔) 90 quyển
3. Hoa Nghiêm Kinh Cương Yếu (華嚴經綱要) 3 quyển
4. Ngũ Uẩn Quán (五蘊觀)
5. Tam Thánh Viên Dung Quán Môn (三聖圓融觀門)...

## Pháp Ngữ
Chí đạo đều ở tâm này, tâm pháp gốc ở vô trụ, tâm vô trụ thì thể linh mà biết, không che mờ tính tướng mà được tự nhiên bao hàm cái dụng của đức, nắm lấy trong ngoài cực sâu cực rộng, phi có phi không, bất sinh bất diệt, không đầu không cuối. Cầu nó thì không được mà xả nói thì nó chẳng dời. Kẻ mê thì thấy khổ, kẻ ngộ thì thấy trống không sáng láng. Tuy nói tâm là phật, nhưng chỉ có người đã chứng ngộ mới biết. Đã có chứng ngộ thì có trí, có tuệ thì dần một ngày sẽ bị trầm cảm. Nếu không chiếu không ngộ thì sẽ u ám. Nếu một niệm chẳng sinh thì trước với sau cũng đoạn diệt. Thể chiếu của nó độc lập, ta và vật như nhau. Nếu đến tận nguồn tâm thì không biết không xả, không chấp không xả, không đối cảnh không tu. Nhưng khi mê thì dựa vào chân vọng mà đối đãi. Nếu cầu chân khử vọng như vượn chấp hình. nếu thể vọng tức là chân thì âm cảnh cũng diệt. Nếu vô tâm vọng chiếu thì vạn nghĩ đều quên. Nếu vận hành cái biết thì sinh yêu ghét, từ đó mà xa lìa bản tâm. Cho nênnói chớ nên làm mất đi cái huyền cơ, động tích chưa rời pháp giới. Ngôn ngữ dừng thì không cần biết nhiều, luận quán thì tự chiếu vào cái thể của biết. Nói là chứng ngộ thì không phải là kẻ hiểu, nói lý thì chẳng phải là chứng. Cho nên lấy cái ngộ sâu mà lại chẳng sâu, chân trí mà vô trí. Lấy trí tuệ để không ơhân sự một hai trong tâm khế hợp với tâm mà hòa vào trong đạo. Không trụ không chấp, chớ nắm chớ thủ, cả hai cái đều quên, khi đó trí tuệ bát nhã hiện tiền. bát nhã không sinh ra ngoài tâm, tính của trí từ xưa nay vẫn đầy đủ, nhưng vì bị che mờ nên không thể thấy nay thấy đó là do công dụng của bát nhã. Trí tính với bát nhã là hai bên qua lại với nhau hợp thành. Gốc của trí là khởi đầu của tu vốn không có hai thể, cả hai cái đều quên thì nhập vào diệu giác viên tròn. Mới đầu chưa hiểu thì bị nhân quả chi phối. Khi hiểu thì tâm tâm làm phật, chẳng có tâm nào mà không có phật, nơi nơi là thành đạo, không có bụi trần nào mà không là nước của phật. Cho nên nói chân vọng ta và vật hết thảy thu về, tâm phật và tâm chúng sinh đều ở trong nhau vốn thường đầy đủ. Người trí mê thì chạy theo pháp. Pháp pháp vốn vô cùng chẳng giống nhau, nếu ngộ thì thấy đều hội tụ ở trong ta. Tân cùng của lời nói thì suy nghĩ tuyệt, quên sạch thì hư linh sáng láng, ác cảnh với tâm không còn bị phân cách, khi đó mới thấy nước và trăng dưoiứ nước do hư không mà thấy không có tượng của tâm thường chiếu vào không vậy.